# Gib Mihăescu
Gib I. Mihăescu (n. 23 aprilie 1894, Drăgășani, Vâlcea, România – d. 19 octombrie 1935, București, România) pe numele său real Gheorghe Mihăescu, a fost un prozator, romancier și un dramaturg român interbelic. A fost decorat pentru acte de bravură în timpul primului război mondial.

## Biografie
A absolvit cursurile Colegiului Național "Carol I" din Craiova.
În mai 1917 absolvă școala de ofițeri de infanterie de la Iași cu gradul de elev plutonier și este repartizat la Regimentul 42-66 Infanterie.
A participat la primul război mondial ca elev-ofițer, fiind combatant în 1917 în luptele de la Mărășești-Mărăști-Oituz.
Gib Mihăescu a fost avocat la Chișinău și în orașul său natal. A colaborat la revistele Sburătorul, Gândirea, Viața Românească etc.

## Operă literară
Este autorul volumelor de nuvele Grandiflora în 1928 și Vedenia în 1929, al unor romane de analiză psihologică a apariției unor stări obsesive, îndeosebi erotice, Rusoaica (tradus și în limba slovacă), Brațul Andromedei, Femeia de ciocolată, Zilele și nopțile unui student întârziat, Donna Alba. A scris și piese de teatru (adunate în volumul Pavilionul cu umbre) și a purtat o interesantă corespondență cu Cezar Petrescu, Corneliu Moldovanu, Apriliana Medianu și Susanne Dovalova, din Bratislava.
Ultimul său roman, Donna Alba, scris la un deceniu și jumătate de la sfârșitul primului război mondial, subliniază importanța acestui eveniment. În mare măsură autobiografic, acest roman de război descrie experiențele care au marcat profund personalitatea autorului și care au constituit premisele formării sale ca om și ca scriitor. Autorul descrie avântul eroic al soldatului român care ține piept cu baioneta armatelor germane, dar și viziunea realistă, tragică asupra întâmplărilor cotidiene marcate de circumstanțele războiului.
Romanele lui Mihăescu au influențe rusești, mulți critici vorbind despre "dostoievskianism", însă textele sale, deși asemănătoare prin obiect, se deosebesc prin luciditate și limpezime de tenebrele și atmosfera neguroasă a operei lui Dostoievski. Din păcate, a murit la vârsta de doar 41 de ani, bolnav de tuberculoză, fiind înmormântat la Drăgășani.
Valoarea operei lăsate în urma sa de Gib I. Mihăescu l-a așezat între marii nuveliști români și printre cei mai importanți romancieri ai literaturii noastre.
La Drăgășani un colegiu național îi poartă numele, iar la Râmnicu Vâlcea o stradă este numită în cinstea lui.
La Muzeul Literaturii Române sunt păstrate unele manuscrise ale sale.

### Romane
A scris cinci romane:
- 1930: Brațul Andromedei
- 1933: Rusoaica [6][7][8]
- 1933: Femeia de ciocolată
- 1934: Zilele și nopțile unui student întârziat
- 1935: Donna Alba

### Nuvele
- 1928: Grandiflora
- 1929: Vedenia
- 1935: Visul
- Filidor[9]

### Piese de teatru
- 1928: Pavilionul cu umbre

## Traduceri
- L’Étape (Pe drumul gloriei) în antologia, Contes roumains d'écrivains contemporains[10].
- Troïtza în Nouvelles roumaines[11] traducere în limba franceză de Edmond Bernard, 1947
- La Femme russe  traducere în limba franceză de Georgeta Horodinca, 1997.
- La rusa. Ed. Pre-Textos, Valencia, Spania, traducere în limba spaniolă de Joaquín Garrigós.
- La Femme chocolat traducere în limba franceză de Gabrielle Danoux, 2013.